# جوديث ستايسي
جوديث ستايسي (بالإنجليزية: Judith Stacey)‏ هي عالمة اجتماع وكاتِبة أمريكية، ولدت في 1943.